# سكوت تينجل
سكوت تينجل (مواليد 19 يوليو 1965) هو رائد فضاء أمريكي تابع لوكالة ناسا.